# メローサビーケン
北緯56度51分37秒 東経16度51分26秒 / 北緯56.86032度 東経16.85734度

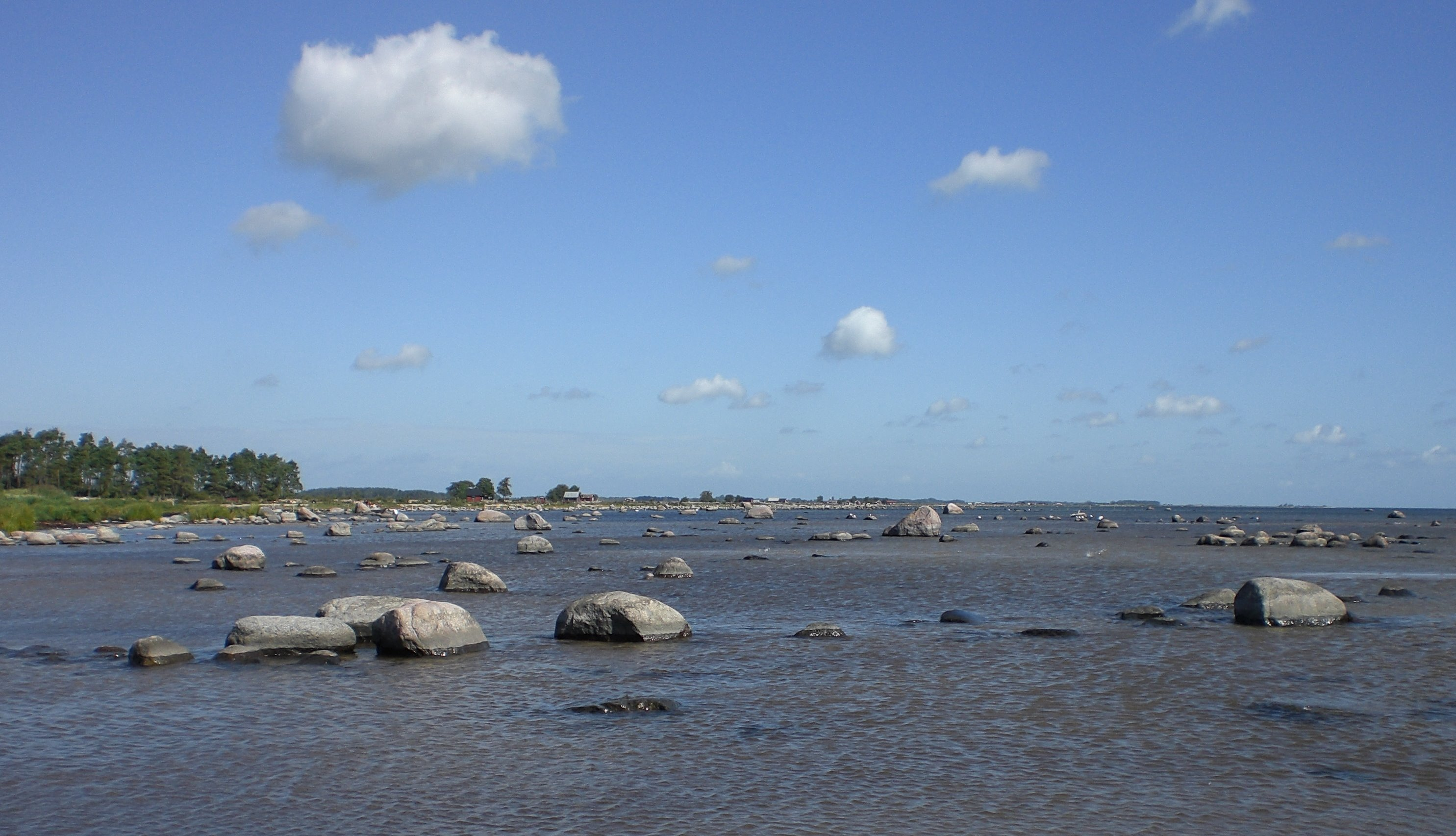
北側の眺め

メローサビーケンとは、バルト海に浮かぶスウェーデンのエーランド島の東海岸にある湾である。
陸側では、湾の名前の由来となったメローサから数キロの細道を通って湾に入ることができる。湾の一部には砂浜があり、島南部のレルカカから北部のコーレハムンまでの間で唯一、海水浴場として指定されている。
海岸の森に隣接して小さなキャンプ場があるが、そこへ至るインフラはない。